# Hiéroglyphe égyptien G7B
Le faucon dans un bateau sur un piédestal, en hiéroglyphes égyptiens, est classifié dans la section G « Oiseaux » de la liste de Gardiner ; il y est noté G7AA. 

## Représentation
Il représente un faucon pèlerin (Falco peregrinus) dans un bateau sur un piédestal. Il est translittéré Nmtj.

## Utilisation
| G7A |

| G7A |

| G7AA | A40 |

| G7AA | A40 |